# 利普西克 (印地安納州)
利普西克（英語：Leipsic）是位於美國印地安納州奧蘭治縣的一個非建制地區。該地的面積和人口皆未知。

## 地理
利普西克所處的海拔為高於海平面220米（即722英呎），而該地所採用的時區為UTC-5，即北美東部時區（EST）。同時該地設有夏令時間，為UTC-5調快一小時，即UTC-4（EDT）。